# Marchigüe
Marchigüe (o Marchihue) es una localidad ubicada en la provincia Cardenal Caro, región del Libertador General Bernardo O'Higgins, Chile. Es cabecera de la comuna de Marchigüe.

## Historia

### Orígenes
Las investigaciones arqueológicas actuales han demostrado que la presencia humana ha sido ininterrumpida desde hace 11.300 años (Tagua-Tagua). Corresponde a una zona tempranamente poblada, no solo a nivel del país, sino también en el contexto americano. En un principio, por un lapso de tiempo que se extiende hasta el año 50 a. C. y que comprende dos períodos denominados paleoindio y arcaico, los primeros pobladores adoptaron un sistema de vida nómade que implicaba un desplazamiento continuo en pos de recursos de subsistencia.
Para el siglo XV Marchigüe estaba habitado por chiquillanes, cazadores nómades. Sus principales caciques fueron los de Reto, Mallermo, Guadalao, Marchán y Viluco que se repartían el valle desde el río Rapel hasta la hoy Peña Blanca en las estribaciones de la cordillera de la costa. Vivían de la caza del guanaco y diversas aves que por entonces abundaba en los espinares.

### Imperio inca
Los pueblos chiquillanes eran esencialmente cazadores-recolectores de vida nómada que trashumaban su ganado doméstico entre los valles cordilleranos y la costa. Sus habitaciones eran muy precarias formadas sobre la base de quinchas (ramas tramadas y embarradas) cubiertas con pieles y debieron asumir una cultura más sedentaria cuando la agricultura se inició parcialmente con la llegada de los incas a mando de Tupac Yupanqui en 1460, significándoles abandonar el sistema de vida nómade, para adoptar hábitos sedentarios en las riberas de los cauces, en especial del río Rapel. Aun cuando en esta área fue menor el impacto y el dominio real ejercido por los representantes del Inca, se dejó sentir su influencia en lo referente a prácticas agrícolas que perdura hasta ahora. La gran diferencia radica en el régimen de propiedad que el inca impuso siendo él dueño absoluto de sus dominios repartiendo parcelas ("mitas") a sus súbditos de acuerdo a sus necesidades, jerarquía social o mando militar dentro de sus dominios. Los conquistadores reemplazarían este sistema por las encomiendas destinadas a premiar méritos militares y civiles durante los primeros siglos de la colonia a cambio de la evangelización de su servidumbre.

### Conquista española
Aún estaba vigente el dominio incaico, cuando llegaron los conquistadores españoles. Esta vez, el impacto sobre la sociedad aborigen provocó a la larga su desarticulación total y definitiva.
El origen de la comarca se origina alrededor del estero Cadenas, pues la primera mención a Marchigüe tiene relación con una expedición de Jerónimo de Costilla, conquistador español que acompañó a Diego de Almagro y Pedro de Valdivia, quien para demostrar cuán al sur había llegado una expedición suya, clavó unas cadenas en un río que "corría curiosamente de mar a cordillera" frente a lo que hoy es Marchigüe y que desde entonces se denomina "Cadenas", aun cuando se trata de un estero de invierno. El estero sin embargo dividía también dos desarrollos históricos diferentes. Al norte, las primeras encomiendas de Miguel Gómez de Silva, y al sur, las encargadas a Melchor Jufré, siendo su vínculo la parroquia de Reto, originada en la hacienda de nombre "Retomalal" a escasos kilómetros del actual pueblo, que nació gracias al paso del ferrocarril.
Tras la llegada de los conquistadores, durante el siglo XVI, Pedro de Valdivia entregó Colchagua en encomienda a Inés de Suárez, además de una extensión que iba desde Ligüeimo hacia la costa, aun cuando no resulta claro donde deslindaba con la encomienda del corregidor Alonso Pérez de Valenzuela (véase Francisco Pérez de Valenzuela) que poseía las tierras desde La Estrella hasta la costa, o Juan Gómez de Almagro, encomendero de Pailimo y Topocalma hacia 1544. Hasta fines del siglo XVI solo se reconocían los poblados de Ligüeimo, ya mencionado como doctrina en 1565, y Rapel, cuando en 1593 el gobernador Martín García Óñez de Loyola nombra al primer corregidor de Colchagua, Álvaro de Villagra.
Rodrigo de Quiroga, quien desposara a la primera española en llegar a Chile, asentó su hacienda cerca del río Tinguiririca, en el lugar conocido actualmente como Las Majadas, y su encomienda deslindaba al sur-poniente con la de Reto, separada por el estero Cadenas, que fue asignada a Juan Jufré, compañero de Valdivia desde la puna de Atacama. Esa encomienda —que se iniciaba al sur del citado estero y finalizaba en los de Lolol y Nilahue— se dividió entre sus herederos: Melchor Jufré del Águila, a quien se asignaron los valles de Pumanque y Nilahue y Diego Jufré y Gavilán, que vino a Chile con García Hurtado de Mendoza en 1557 y se adjudicó la estancia que hoy comprende Marchigüe, Ranquilhue, Reto, La Peña Blanca y el Colhue.
Las encomiendas se transformaron en grandes haciendas sobre las que la Iglesia católica ejercía una fuerte supremacía, que derivó desde la fiscalización evangelizadora de los encomenderos, hasta la posesión en propiedad de una parte sustantiva del territorio marchiguano donde agustinos, jesuitas y diocesanos tuvieron una gran supremacía hasta mediados del siglo XVIII, desde cuando fueron siendo adquiridas por privados que dieron origen a las grandes haciendas del siglo XIX.

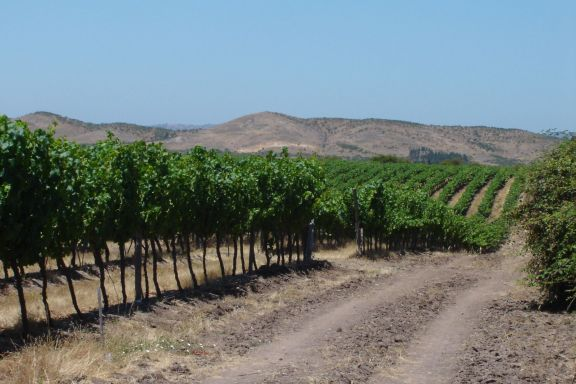
Viñas de la comuna.

Hacia el norte, Marchigüe deslindaba con la ya mencionada encomienda de Rapel que ya en el siglo XX su delimitación con la actual comuna correspondía aproximadamente a las que hasta poco eran las haciendas Santa Mónica, de la familia Patiño, hoy de Antonio Molfino; Las Damas, de la familia de José Torrealba; La Cueva, de Juan y Rodolfo Schulz Torrealba; Los Cardillos de pequeños propietarios; San Miguel de los Llanos, de la familia Huerta, de la que se escindió San Miguel Chico que heredara después Alicia Huerta de Peebles; El Molino de la familia Errázuriz Mackenna, hoy de Marcelo Romero y antes de Valentín Fernández Beltrán, dueño este último también de las Chacras y San Rafael del Río; San Miguel de Viluco de la familia Silva Arrué; Los Graneros de Mallermo de la familia Pereira Larraín; Guadalao y Santa Clotilde de Elena Pereira Íñiguez y con el río Rapel, en cuya ribera norte deslindaba con las haciendas de Ucúquer, Santa Inés y La Cornellana en las Cabras. La primera fue propiedad posteriormente de la reina Isabel II de Gran Bretaña hasta los años 1970.
Hacia el oriente, Marchigüe deslindaba con las tierras de Ligüeimo, cuya encomienda original a Rodrigo de Quiroga derivó a su descendencia Cabeza de Vaca y Rojas Fuentes, para terminar subdividiéndose en al menos en 7 grandes haciendas a principios del XIX: El Huique de la familia Errázuriz, que tuvo como propietarios a los 2 presidentes de ese apellido que hubo en ese siglo; Pupilla de los Echenique; Calleuque de la familia Valdés, de la que se escindirían después Marchigüe de Población —de Ignacio Infante Abbott, hoy de Manuel Cruzat— y La Población de los Velasco, de los Velasco Undurraga, hoy de las familias Michelini y Schuster; Puquillay, actualmente de la familia Eyzaguirre Echenique y del barón Eric de Rothschild en lo que hoy es Peralillo, y Ranquilhue, de la familia de José Manuel Villela, hoy fragmentada en muchas hijuelas. Al noreste deslindaba con las haciendas de Toco y Almahue, alguna vez de las familias Ovalle, Bravo de Naveda e Irarrázaval, ya mencionadas como encomiendas desde principios del siglo XVII dependientes de las doctrinas de Malloa y Peumo.

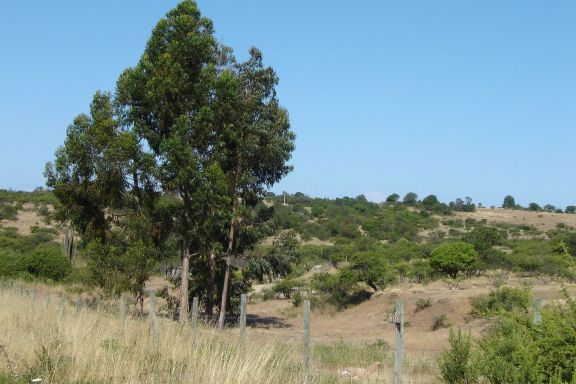
Paisaje típico.

Hacia la costa, la estancia de Petrel había pertenecido sucesivamente al capitán Tomás de Durán por merced otorgada por el gobernador Alonso García Ramón en 1607, la que se traspasa al capitán Francisco González de Liébana y, ya con el nombre de San Francisco de Pichilemu, en 1611 a Bartolomé Rojas y Puebla, de quien pasó, tras varias generaciones, a su descendiente Agustina de Rojas y Gamboa, quien la llevó en dote al casar en 1781 con Francisco Larraín y Lecaros, quien la vendió para adquirir la hacienda Aculeo junto a su socio, el conde de la Conquista, Mateo de Toro y Zambrano. La hacienda que abarcaba toda la cordillera de la costa se dividió siglos después en los fundos Alcones de la familia Menéndez, San Miguel de Las Palmas, de los Förster; Las Palmas, de los Amunátegui, Los Valles, de la familia Edwards Ross; Pailimo, de la familia Bozo Valenzuela, Alto Colorado, de la familia Silva y después de Bisquertt; Panilonco, que fuera de José Gregorio Argomedo, secretario de la Primera Junta Nacional de Gobierno en 1810 y ahora en poder de sus descendientes Arriagada Argomedo; Mónaco, de la familia Jaramillo Arriagada; Tanumé, de la familia Aspillaga; La Rosa de Agenor González, hoy de la familia Contreras; El Cóguil, primero del insigne patriota de la Independencia Manuel de Salas y sus descendientes, después de Julio Vicuña Subercaseaux y por último de la familia Izquierdo; El Puesto, de la familia Echazarreta Íñiguez y San Antonio de Petrel, de la familia Ortúzar Formas y Ortúzar Cuevas, después de la familia Suárez Mujica, hoy de Francisco Errázuriz.
Al sur, la entonces localidad de Marchigüe deslindaba con la extensa heredad del conquistador Melchor Jufré del Águila, que en su parte marchiguana se asentaba en Colhue. Su descendencia derivó a la familia Fuentes Rojas, Fuentes Pavón y Urzúa que la fueron subdiviendo sucesivamente hasta mediados del siglo XIX, cuando los registros mencionan la hacienda de Ranquilhue de José Manuel Villela; la hacienda de Colhue de la familia de Celedonio Correa (que fue adquirida a la sucesión de Manuela Gertrudis de Jofré, que la incluyó en 1786 en su dote matrimonial con José Manuel Urzúa); y la estancia de Pumanque (que en el siglo XVIII pertenecía a la familia del general Alonso de Soto y Córdoba), que se subdividió en el siglo XIX en las haciendas de las familias Rodríguez y Baraona; las haciendas de Nilahue que en el siglo XVII pertenecían a Francisco de Villavicencio y luego a las familias Larraín, Eguiguren y Castro, y las haciendas de las familias Montero, Álvarez y Vallejos de Paredones, así como extensiones menores de Querelema, El Calvario, San Miguel de Las Palmas y Cocauquén. Sobre el límite sur oeste de la entonces parroquia y más allá de la Peña Blanca, estaba la hacienda Camarico de Urbano Cornejo, antecesor de varias generaciones que llevan su mismo nombre y deslinda con la famosa Poza del Encanto del Nilahue, mencionada por Oreste Plath como una de las leyendas chilenas más antiguas.

### Marchigüe y el estero Cadenas
Marchigüe esta geográficamente definido por la cuenca del estero Cadenas hacia el poniente del antiguo camino que unía Reto con Calleuque y divide la actual comuna en dos sectores de diferente historia. Al norte, la que fuera la hacienda San José de Colchagua y al suroeste la de Reto. Ambas eran de la Iglesia Católica (Compañía de Jesús y la Diócesis de Reto o Cáhuil) hasta el siglo XVIII, las que después se vendieron y dividieron en numerosas haciendas y fundos hasta el día de hoy.
Como hiciera notar Jerónimo de Costilla en el relato de su expedición, el Cadenas fluye aproximadamente 12 kilómetros de mar a cordillera. Esa misma curiosidad hizo ganar una apuesta 4 siglos más tarde a Arturo Alessandri Palma, cuando desafió a su contendor Luis Barros Borgoño, que aseveró que ganaría la presidencia tan seguro "...como que los ríos van de cordillera a mar"; testigo fue Alberto Hurtado, futuro santo chileno, que entonces era secretario de campaña del conservador Barros.

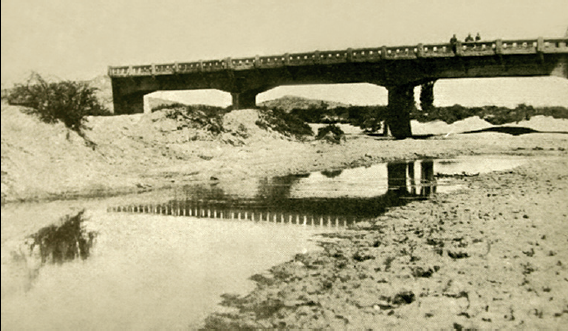
Puente grande sobre el estero Cadenas-1927.

Las tierras al sur del estero Cadenas fueron encomendadas a Melchor Jufré y Juan de Gajardo, mientras las del norte, a Miguel Gómez de Silva, estancias cuyos límites eran difusos y contradictorios. La capilla de Reto establecida en la hacienda del mismo nombre a escasos kilómetros de Marchigüe dio origen y nombre al primer territorio parroquial. Todos los documentos hasta el siglo XVII se refieren a Reto, pero ya a partir del siglo XVIII se populariza el nombre Marchigüe. En 1824, durante el período republicano, se desmembró de Cáhuil la parroquia de Pumanque, que fue erigida por orden del gobernador del Obispado de Santiago, José Ignacio Cienfuegos, siendo su primer párroco el religioso franciscano fray Juan de Capistrano y Caviares.
No es posible trazar con exactitud la tradición histórica de tierras del lugar con el pasar de los siglos, ni cómo fue cambiando el nombre de Reto a Marchigüe, que se ha hecho famoso por la altísima calidad de sus vinos tintos, los molinos de viento de Marchigüe, los coches cabritas y sus hermosas capillas marchiguanas. Por primera vez aparece el legado testamentario de una hacienda en Marchigüe en 1703 signado por Juan de López Valentín, español originario de Cordete o Caudete en La Mancha, legando su heredad a su esposa Magdalena de Sánchez. Sin embargo, el nombre no parecía ser definitivo aún pues un testamento dado en Quetecura en 1759, hacía referencia nuevamente a Reto de acuerdo a lo prescrito en la carta Dotal del Colhue, que en 1720 benefició a la mencionada Josefa de Jofré y Arce. Es altamente probable que el término Marchigüe se acuñó definitivamente para denominar la comarca tras el juicio sostenido en 1757 entre jesuitas y agustinos, que se caratuló “San Joseph de Marchigüe” y obligó al Maestre de Campo Antón de Zavalla a trazar un primer plano de la hacienda con ayuda del alarife Daniel de Quiroga.
El posterior expediente de expropiación de los bienes jesuitas en la comarca incluye la mencionada geomensura de Zavalla ejecutada 20 años antes y un mapa general de todas las posesiones, doctrinas, conventos y colegios de la Compañía de Jesús, que incluye la hacienda San José de Marchigüe, firmada por el joven cartógrafo Ambrosio Higgins, quien fue ennoblecido posteriormente por sus servicios a la corona de España como marqués de Osorno y Vallenar, y barón de Ballenary, nombrado gobernador de Chile y después virrey del Perú, con el nombre de Ambrosio O'Higgins, apellido que heredaría su hijo, Bernardo O'Higgins, el libertador chileno.

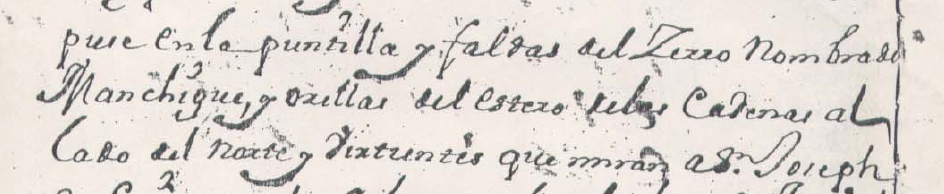
Fragmento de escritura

El mencionado pleito se inicia con la medición de la superficie de la hacienda por el juez de tierras Antús de Escudero, que fija su primer hito "en las faldas del zerro (sic) nombrado Marchigüe, y orillas del estero de las Cadenas del lado del norte", presumiblemente en la actual ubicación del fundo San Guillermo, que habría sido entonces una antigua capellanía de la Compañía de Jesús. La importancia del juicio, que abarcaba la mayoría de las tierras y su significación dentro de la Iglesia Católica, principal administradora del reino, debe haber llevado a las autoridades a nombrar en adelante a la comarca con el nombre de la hacienda.
Fuera de estas grandes extensiones sucesivamente explotadas por encomienda real como haciendas de ganado, se desarrollaron vernáculamente varios poblados originados por criollos libres que fueron demarcando propiedades cercanas a fuentes de agua necesarias para el desarrollo de pequeñas explotaciones agrícolas y artesanales como La Trinidad, El Chequén, El Sauce, La Quebrada, Viluco y Marchán. El mayor de estos caseríos fue la Peña Blanca donde desde la temprana colonia, en el siglo XVII, han existido pequeños propietarios que en el censo de 1787 sumaban 1.047 almas, los que se han especializado en la explotación de pequeños viñedos para la producción de chichas, mistelas, espíritus y aguardientes.

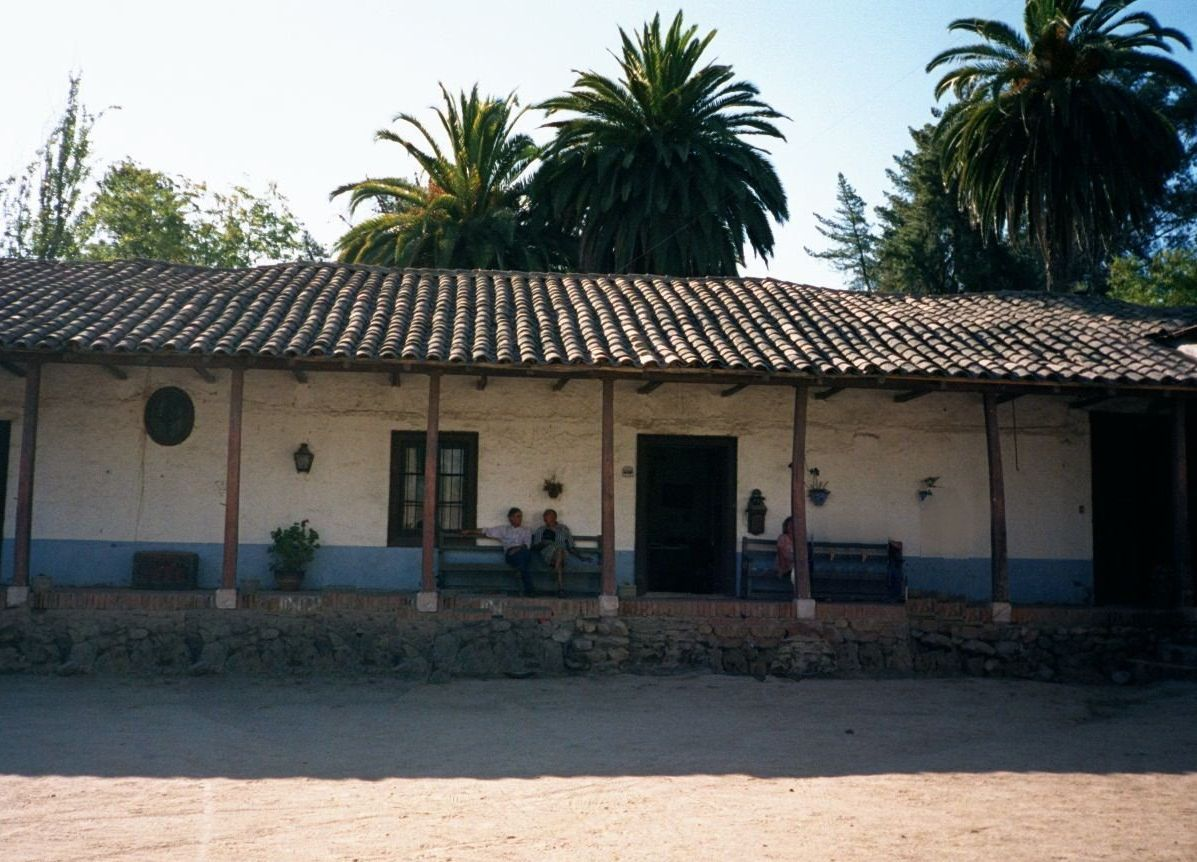
Casa patronal- Los Maitenes.

Tanto en el pueblo de Marchigüe como en los pequeños caseríos, hay muchas familias de antiquísimo origen y a las que pertenecieron los primeros ciudadanos en casarse en 1884, ante el entonces recién creado Registro Civil de Marchigüe: Damián de Castro y Antonia Prieto, de la Trinidad y Olegario Muñoz y Nicolasa de Contreras, de la Peña Blanca. Marchigüe tenía a fines del siglo XIX una población que no superaría las 10 familias entre las que destacaban la de Laureano Cornejo, que habiendo encontrado un entierro de monedas de oro en lo que hoy es Los Maitenes compró una propiedad justo antes de la construcción de la estación de ferrocarril en 1893. Loteó lo que hoy es el pueblo con gran utilidad entre los comerciantes locales que vieron en el ferrocarril una buena fuente de ingresos. Las familias fundadoras del pueblo de Marchigüe fueron los Cornejo como se ha dicho, los Silva, los Ruz, los Flores, los Castro, los Pérez, los Díaz, los Carvajal, los González, los Caroca, los Nuñez, los Moreno, los Morales, los Tobar, que presumiblemente provendrían del apellido bávaro Teuber, y los Arrué que lo serían del alsaciano Arrouette, descendientes de los artesanos europeos traídos por la Compañía de Jesús. Todas estas familias se han ido enlazando con familias más nuevas como los Anselmo, los Padilla, los Michelini, los Fernández, los Peñaloza, los Aceituno, los Sainz, los Valenzuela, los Catalán, los Contreras, los Soto, los Pavón y los inmigrantes palestinos de principios del siglo XX, entre los cuales destacan los Musa, los Littín y los Assad.
Las propiedades de Marchigüe se han ido traspasando por generaciones y, en general, hoy son mantenidas por los herederos de quienes se aventuraron a estas serranías hace varios siglos. En los sectores rurales y a raíz de la reforma agraria, muchas de esas propiedades se subdividieron y otras se aglutinaron posteriormente en unidades económicas de mayor escala, pero es posible trazar líneas hereditarias hasta muy entrada la colonia y quizás hasta la conquista, en especial aquellas propiedades pequeñas que han significado a sus propietarios un modo de vida más que una simple subsistencia o negocio.
Actualmente la población trabaja en los muchos viñedos entre los que destacan las viñas Montes —del enólogo Aurelio Montes, que descubrió las excepcionales características del clima marchiguano, casi idéntico al del famoso Valle de Napa, en California—; Concha y Toro, La Estampa, Bisquertt, Talhuén, Santa Rita, Polcura, Los Maquis, Errázuriz Ovalle y Santa Graciela; los olivares de Alfonso Swett y de las familias Sahli, Correa y Alonso; las explotaciones forestales hacia el poniente de la comuna y, en menor escala, las ovejerías.

### Al norte del estero Cadenas
Al norte del estero Cadenas, las primeras viñas de secano de las que existe precedente eran explotadas en 1659 en la hacienda San Joseph de Colchagua por Miguel Gómez de Silva, descendiente del rey Alfonso III de Portugal que fue gobernador de Chile por unos meses en 1668. Gómez casó en segundas nupcias con la colchagüina Ysabel de la Torre y Chávez, a quien legó "...la estancia San Joseph de Colchagua por dote y gananciales, con su viña y edificios y algunos esclavos y un legado de 3.000 pesos del quinto de sus bienes por el amor que le tengo". La hacienda se dividió sucesoriamente en las de Mallermo, que heredó su hijo Miguel Gómez de Silva y Torres, la hacienda de La Trinidad que perteneció a Miguel de Silva y Verdugo en 1651, y El Chequén que heredara su nieto Juan Gómez de Silva y Prado en 1697.
Nietos de Diego Silva de Morales fueron Antonio Chacón Sánchez de Morales, el primer abogado nacido en Chile, y su hermana Inés de Chacón y Silva, quien contrajo matrimonio con Bartolomé de Rojas Puebla, español de Toledo nacido en 1579 y que llegó a ser el mayor propietario de tierras de la provincia de Colchagua en el siglo XVII. Sus terratenencias abarcaban en forma continua desde Marchigüe hasta Pichilemu e incluían las haciendas de San José(ph) de Marchigüe, Mallermo, San Juan de Carrizal, estancia del Nuevo Reino, San Antonio de Petrel y San Miguel de la Palma, siendo este último predio el que conservó su familia hasta el siglo XX en manos de los herederos de Juan Francisco de Larraín y Rojas.
El grueso de la hacienda San Joseph de Colchagua heredada por Ysabel, fue vendida posteriormente a Manuel de Zelada, natural de Zarauz, quien la donó a su vez a la Compañía de Jesús en 1750 para la manutención de un colegio que la orden de Loyola había abierto cinco años antes en San Fernando, a poco de fundada por el gobernador Manso de Velasco, conde de Superunda. Manuel de Zelada fue tío de Francisco Zelada, coronel argentino del Ejército Libertador de Chile nacido en Colonia de Sacramento, quien por instrucciones del general José de San Martín, atravesó la cordillera de los Andes desde La Rioja para liberar del dominio español la ciudad de Copiapó, que capituló el mismo día de la batalla de Chacabuco.
Cuando la hacienda era regentada por el Capítulo Jesuíta de Melipilla a cargo del sacerdote alemán Karl Haymhausen, la hacienda San Joseph de Colchagua se empezó a denominar San José de Marchigüe y sus viñas produjeron sus mostos por más de un siglo hasta que el desafortunado decreto real del 15 de octubre de 1767 prohibió la plantación de viñedos y la elaboración de vinos en Chile, obligando al padre jesuita Baltasar Hüvel a arrancar, con inmenso pesar, las que ya eran afamadas viñas. Pero logró mantener algunas parras argumentando las necesidades de vino de misa de la congregación, que quedaron a cargo del hermano coadjutor de la capellanía, Pantaleón Teuber.
En la documentación histórica del siglo XVII es posible constatar que la tradición vinícola es muy antigua y arranca desde la colonia, cuando los promaucaes empezaron a llamar los cerros al norte del estero Cadenas como Polcura (en mapudungún Pulku=vino, Rag=greda) y en la geomensura de 1757, Zavalla menciona el valle cercano al norte del estero Cadenas como el potrero de "Las Viñas".

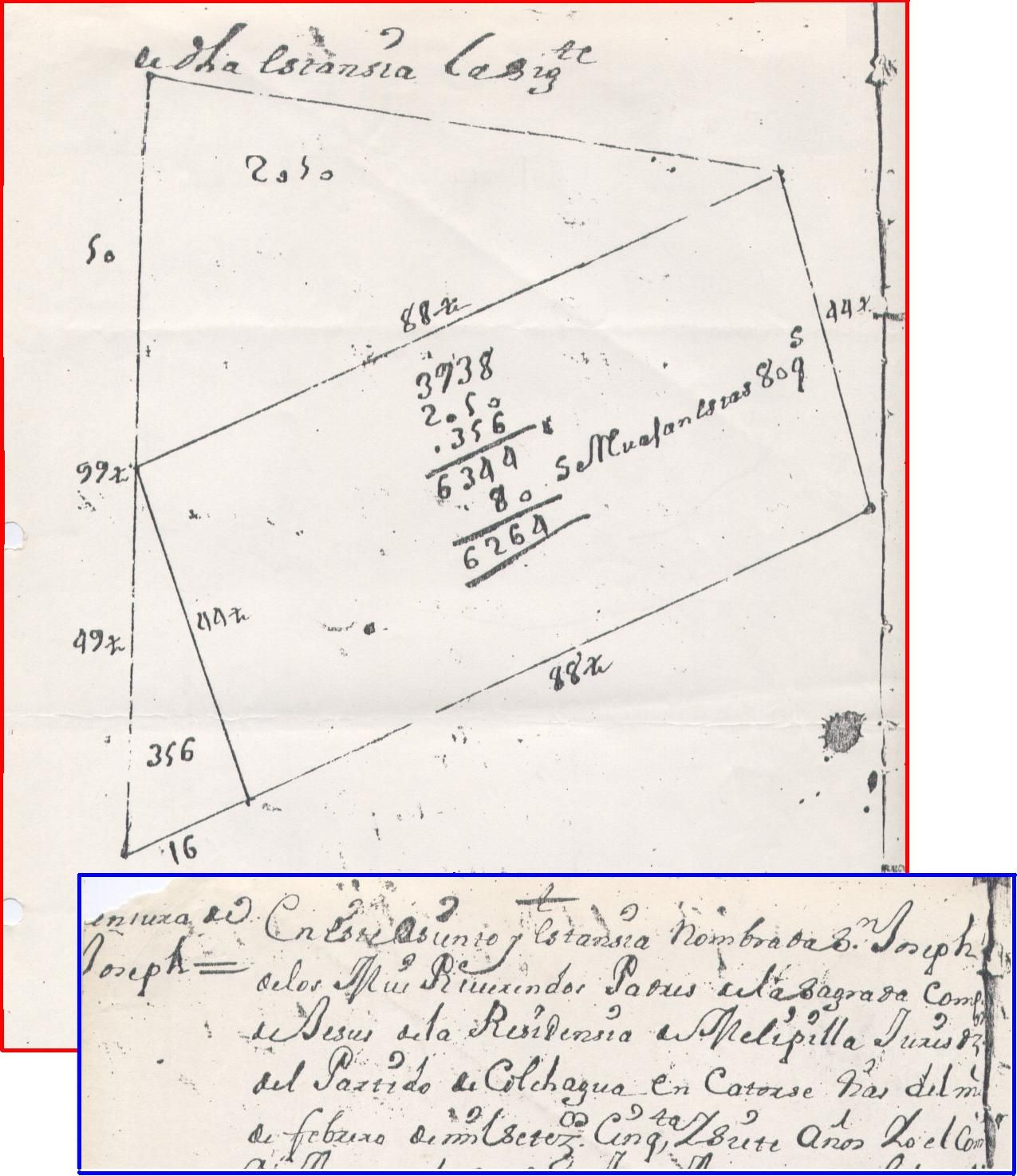
Primer plano de la Hacienda Marchigüe-1757.

Aun cuando de los viñedos nada se dice en una merced encomendada en 1612 por el gobernador Alonso de Ribera sobre los potreros ribereños del estero Cadenas, 40 años más tarde ya existen documentadas referencias aparte de las mencionadas en Marchigüe: en San Antonio de Petrel, Cáhuil (Ludueña), Carrizal, San Miguel de las Palmas, Peña Blanca y Mallermo, en cuya heredad se le otorga a Miguel de Silva y Prado "...una viña con 2.000 plantas, una bodega vieja y 4 tinajas". En la geomensura de San Joseph de Marchigüe, se excluye en 1757 la hacienda San Miguel de los Llanos —que pertenecía a una familia Nuñez, ya famosa por los vinos del Pihuelo—, la que no estaba incluida dentro de las mercedes de tierras de Litueche cedidas por Lorenzo Nuñez de Silva a los padres doctrineros de San Agustín para la evangelización de los promaucaes de Rapel, y quien además suministró de su hacienda el vino y los 400 caballos que requería la defensa de Valdivia tras la invasión holandesa de 1643.
La primera constancia documental de la existencia de la Doctrina de Rapel es un informe de fray Diego de Medellín en 1585, aun cuando había sido fundada en 1580 como Nuestra Señora del Rosario de los indios de Rapel, transfiriéndola a la clerecía secular en marzo de 1668, en la persona del presbítero Juan Malaquías de Espina. Luego se asienta en la estancia de Pucalán y a mediados del siglo XVII tenía jurisdicción eclesiástica sobre Cáhuil, Navidad, Carrizal, La Trinidad de Marchigüe, La Estrella, El Sauce (hoy Alcones), Pailimo, El Chequén y San Miguel de los Llanos. Recibían esporádicamente la visita de un cura doctrinero, oportunidad en que se realizaban los bautizos, matrimonios, confesiones y primeras comuniones, tradición que seguirían los encomenderos y hacendados en el futuro.
Los mismos agustinos al mando de fray Andrés de Elossú fundaron en 1635 el convento de San Nicolás de Tolentino, donde está emplazado el pueblo de La Estrella, que debe su nombre al símbolo que ese santo patrono tenía en su pecho. Los agustinos tendrían a su cargo la jurisdicción eclesiástica al norte del estero Cadenas, sin embargo, el 25 de junio de 1662 el obispo Diego de Humansoro reportó el estado de las doctrinas al Rey, señalando que la de Rapel comprendía al sector de Mallermo que a principios del siglo XVII pertenecía al capitán de Milicias del Rey Domingo del Pino y Lezana.
Carlos III de España expulsó a los jesuitas en 1767, quienes debieron abandonar el país cuando varios meses después llegó la noticia a Chile. La hacienda San José de Marchigüe fue rematada el 6 de noviembre de 1771 por el corregidor de Colchagua, Antonio de Ugarte, cumpliendo las órdenes del gobernador y posterior virrey del Perú, Agustín de Jáuregui. Farnerio Baradán la adquirió en 18.600 pesos a nueve años plazo, siendo su albacea José Pedro Fernández de Balmaceda; después, en 1776, fue vendida a Santiago Íñiguez y González. La entonces hacienda San José de Marchigüe fue arrendada por más de 30 años a Francisco Sáenz de Goicoolea, de Pumanque, y comprendía las actuales localidades de San José de Marchigüe, La Esperanza, Guadalao, Tierras Blancas, Pulín, Las Chacras, Viluco, Los Maitenes, San Guillermo, La Trinidad, La Tierruca, El Molino, La Aguada, Los Cardillos, Las Aguadillas (Actual Arcángel), Los Graneros y Mallermo que hacia 1897 pertenecía a Ignacia Prieto de Tupper. Hasta hace muy poco, gran parte de las tierras correspondientes a la hacienda originaria, continuaba en poder de sus descendientes.

### Al sur del estero Cadenas
La encomienda de Reto, llamada originalmente Retomalal, comenzó a subdividirse en el siglo XVI a medida que los capitanes ganaban méritos en la guerra de Arauco y debían ser recompensados por la Corona. El valle del Nilahue fue encomendado a Francisco de Villavicencio, y Retomalal (desde el sur del estero Cadenas), a Juan de Gajardo. Pumanque, Ranquilhue y Colhue permanecieron en poder de los Jofré, cuya descendencia se pierde con dos tataranietas del conquistador: Josefa Jofré y Arce, casada una con Miguel de Fuentes y Pavón y fallecida en 1764, y su hermana Gertrudis, casada con Manuel de Urzúa y Gaete, fallecida en San Pedro de Alcántara en 1791, quienes registran allí sus testamentos.
Las tierras al sur del estero fueron entregadas al capitán castellano Jerónimo de Bahamondes y Guzmán hacia 1600 y después a Juan de Gajardo en 1603, quien fue el primer encomendero en vivir en la comarca. Había nacido en España en 1554, y se casó con María de Pacheco en Panamá en 1574 antes de ser destinado como capitán a la guerra de Arauco. Ella era panameña, hija de españoles, y falleció en Quetecura el 9 de noviembre de 1640. En esa fecha se le entregó la administración de los pueblos de indios de Ligüeimo, Pichidegua y Retomalal, cuyo nombre acortaría simplemente a Reto, donde construyó una gran hacienda. Su hija María de las Nieves se casó con Juan de Molineros, heredando la estancia de Quetecura, vecina de la de Reto que heredó su hermano Juan de Gajardo y Pacheco, quien llegó a ser alférez y administrador de la provincia de Colchagua en 1615. Quetecura fue poblada originalmente con mitimaes de la región del Maule; su capilla la consagró el obispo Manuel Alday y Aspeé en 1767, y en 1731 era de propiedad de Nicolás de Torres Brito y Agustina Faundes de la Puente. Para la independencia pertenecía a Manuel Bravo de Naveda casado y Mercedes de Brito y Feliú.

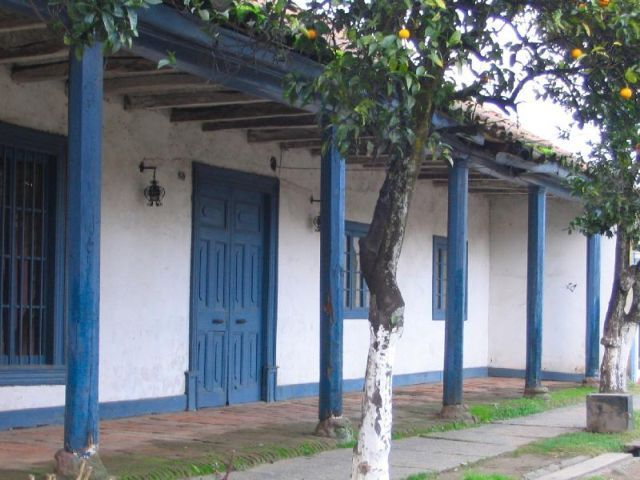
Corredor urbano.

La hacienda Reto fue adquirida a la familia de Gajardo en 1621 por el italiano Giovanni Batista da Milo (o Nilo), quien castellanizó su apellido como Camilo. Camilo nació en Florencia en 1580], guerreó en Chile por la Corona de España y llegó a tener el grado de capitán de milicias del Rey y administrador del pueblo de indios de Malloa en 1609 y Tagua-Tagua en 1629. Su hijo Alonso, nacido en Reto en 1628, logró igual grado militar y dejó descendencia en la zona entre los que se encuentran el sacerdote José Miguel Camilo Aguilar, a quien correspondió consagrar la primera parroquia de Marchigüe. Siendo dueño de Reto y teniendo como huésped a Fernando de la Cerda, este último recibió la noticia de que había sido nombrado corregidor de la provincia de Tarija en Bolivia, con instrucciones del Conde de Chinchón de asumir con urgencia. El apuro obligó a Camilo a testificar en la misma hacienda el empoderamiento testamentario de Fernando la Cerda a su esposa Lorenza de Figueroa y Moncada. Algún presagio tendría el corregidor pues falleció apenas llegado a Tarija, cuando ya su mujer había ratificado su testamento ante el escribano Diego Rutal el 17 de abril de 1638. El heredero del caso, Francisco de la Cerda, fue tatarabuelo del primer ministro de Hacienda de Chile, José Antonio Rodríguez Aldea, quien asumió durante el gobierno del libertador Bernardo O'Higgins.
Las localidades de la actual comuna al sur del estero Cadenas llegaron a fines del siglo XIX a pertenecer casi en su totalidad a la Diócesis de Reto, ya trasladada a San Andrés de Cáhuil, pero terminó dividiéndose posteriormente en varios fundos de menor tamaño: La Patagua, que adquirió hacia 1910 Carlos Errázuriz Mena; La Quebrada, de Roger Sutherland; partes de Santa Ana, de Jorge Fritz, y San Joaquín, de Guillermo Morales; Pihuchén, de Ricardo Gomien Cáceres; Reto, de Javier Errázuriz Huneeus, del que se escindió posteriormente Palmilla de Reto, de la familia Mercandino; Yerbas Buenas, de Rafael Concha Irarrázaval.
Hacia el poniente, la Cordillera de la Costa pertenecía de antaño a la familia Fernández de Liébana y sus sucesores, pero ya a mediados del siglo XIX, las haciendas Petrel y Alcones eran respectivamente de Daniel Ortúzar Cuevas y su hermana Cornelia, y Federico Scotto Hermoso, quienes fueron los grandes gestores del ferrocarril a Pichilemu. Alcones fue adquirida en 1936 por la familia Menéndez Behety como complemento de las estancias ganaderas que poseían en la Patagonia, de la cual se escindió el fundo San Crescente de Crescente Pérez y otros de antiguos empleados de la hacienda como Juan Ruiz y Alejo Garay. La hacienda Alcones se ha dividido entre los sucesores Menéndez Préndez, Menéndez Ross, Izquierdo Menéndez, Lecaros Menéndez y a su vez en los múltiples sucesores de esos, siendo legadas las casas patronales a la Prelatura del Opus Dei hasta el año 2010.

### Personajes de la historia
Marchigüe ha pertenecido desde siempre a Colchagua, tanto por su ubicación geográfica como su tradición histórica. Los primeros mapas en los que figura Marchigüe datan de mediados del siglo XIX, aun cuando su referencia es posterior respecto a Pumanque, Reto, Calleuque, La Estrella, Trinidad, Rosario o la misma Colchagua cuya identificación es más antigua. Las localidades mencionadas se encontraban en los caminos de tránsito real durante la colonia y no correspondían a los actuales trazados. Los caminos antiguos a Cáhuil, pues Pichilemu no existía, cruzaban desde Calleuque hasta la Peñablanca por La Trinidad, El Chequén, Mallermo y El Sauce o directamente por el actual trazado a Litueche (antes Rosario de Rapel o Rosario lo Solís). Otro camino llegaba a Reto desde Calleuque, Parrones y Molineros.
Por esos mismos caminos, durante la gesta de la Independencia, el coronel de húsares Manuel Rodríguez, acostumbraba a viajar a las tierras de su esposa, Francisca de Paula Segura, en Pumanque, y se hospedaba en la hacienda de Marchigüe que era, a principios del siglo XIX, de propiedad de Pedro Felipe Iñiguez Landa, cuyo hermano era su amigo y compañero del Colegio Carolino, Santiago Íñiguez y Landa, futuro deán de la Catedral Metropolitana de Santiago. De las estadías del legendario guerrillero en Marchigüe, solo queda un testimonio en las casas de administración del actual fundo San Guillermo, donde el 2 de agosto de 1815 debió pernoctar ante un correntoso desborde del estero Cadenas, en la que entonces fuera la capellanía del deslinde sur de dicha hacienda, cuyas primeras casas están hoy cubiertas por las aguas del lago Rapel.
Este albergue que recibió el guerrillero ha sido inmortalizado en la poesía popular de Valentín Gajardo:
" Y a poco andar / 
y de tanto recorrer /
al fin asoman los recuerdos /
pues antecediendo al estero /
un colonial encuentro /
vino a cubrirme de nostalgia.
¿Quién no pudo vadear el estero /
desbordando en todo su ancho? /
Así se dice y así se cuenta /
que en época de la independencia /
el Fundo de San Guillermo /
recibía nobles visitas. /
Sagaz libertador del pueblo /
Manuel Rodríguez se alojaba /
al interior de sus dependencias /
cuando las aguas seguir viaje le impedían.
Cuantas historias han sucedido /
bajo el añoso parque /
y los aromos florecidos /
que hoy se deshacen en olores /
rememora con honores /
la bien conservada herencia /
que no desmerece favores /
de sus actuales descendencias.
¡Vaya un legado de patria, /
vaya un simiente de historia,/
vaya la buena memoria /
de quienes hoy día le conservan!"
Hermano de José Santiago fue Pedro Felipe Íñiguez que, casado con Mercedes Ignacia Vicuña y Aguirre, sería quien después administraría la hacienda; fue, además, padre de quien en 1865 llegaría a ser la primera reina de belleza del país, Loreto Íñiguez Vicuña, que a su vez heredaría parte del campo y en honor a quien el entonces intendente de Santiago, Benjamín Vicuña Mackenna, denominó la calle Loreto.

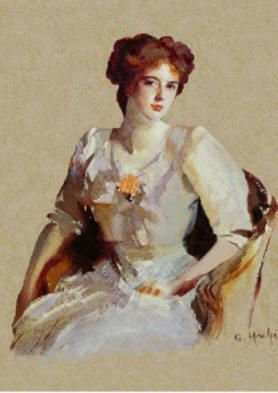
Loreto Íñiguez de Ovalle, retratada por Juan Mochi.

Loreto Íniguez —que fue retratada por el entonces director del Museo Nacional de Bellas Artes el italiano Giovanni Mochi— y su esposo Guillermo Ovalle conservaron la hijuela Los Maitenes de Marchigüe hacia 1870 y posteriormente lo hacen, ya divididos, sus descendientes y parientes Sanfuentes Ovalle, Vial Ovalle, Ovalle Valdés, Lira Sanfuentes, Errázuriz Ovalle, Rodríguez Sanfuentes y Hanisch Ovalle. Las hermanas Iñiguez Vicuña fueron nietas de Francisco Ramón Vicuña, quien en la batalla de Maipú tuvo un comportamiento heroico como coronel de la caballería patriota a cargo de custodiar los vados del río Maipo y después, fue brevemente presidente de Chile en 1829. Ya anciano y con problemas de salud, pasó algunas temporadas en la Hacienda Marchigüe, cuyo clima le habría sido prescrito médicamente antes de fallecer en 1849.
Charles Darwin ha sido el personaje más universal que ha visitado la comuna de Marchigüe y, según dice la leyenda, sería un lugar que difícilmente habrá podido olvidar: en 1834 viajó a conocer la Cueva del Obispo, cuya paleología ya había investigado Claudio Gay, y el 19 de septiembre tuvo de pernoctar en Rinconada de Mallermo donde se había instalado una fonda, y su guía, Mariano González, le dio a probar la famosa chicha marchiguana junto a unas sabrosas empanadas, cuyos ingredientes el naturalista saboreó y apuntó meticulosamente. La consabida picardía de la chicha causó tales estragos en Darwin que no pudo conciliar el sueño en toda la noche y debió hacer la investigación literalmente apoyado en sus auxiliares John Meehan y Scott Martens. Escribió sobre la cueva: "La arenisca contiene fragmentos de madera al estado de lignita o parcialmente silicatada, dientes de tiburón y conchas en gran abundancia. Ya en la parte superior o inferior de los barrancos marinos son muy numerosos en ejemplares los géneros pectúnculos y oliva y las siguen las turritelas y fusas. Recogí en un pequeño espacio las siguientes treinta y una especies, todas las cuales son extinguidas y varias cuyos géneros no llegan actualmente tan al sur..." Extrajo apurado las muestras que el doctor Soweby analizaría posteriormente en Londres y volvió a su barco Beagle anclado en la rada de Topocalma sin continuar una planeada expedición a Cáhuil.

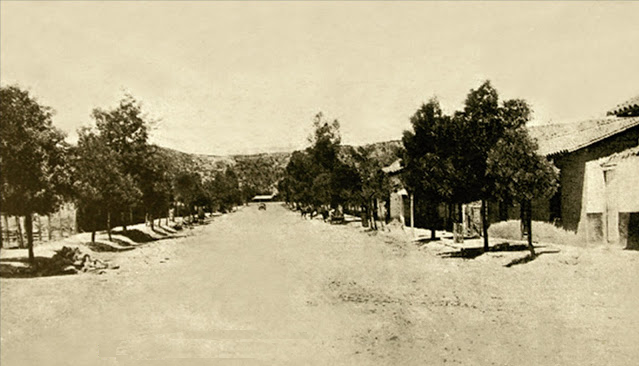
Marchigüe en 1951

El general Manuel Baquedano, quien comandó la Guerra del Pacífico, era un gran amigo de los Pereira Iñiguez y de los Ovalle Íñiguez y pasaba junto a su esposa, largas temporadas en San José de Marchigüe y en Los Maitenes. A su vuelta de la guerra le obsequió a los Ovalle una yegua de paso llamada Atacalpa, que a su vez le fue obsequiada por Torre-Tagle, entonces dueño de la Hacienda Lurín cerca de Chorrillos, antes de la captura de Lima. En esa hacienda el ejército chileno acampó y preparó la fase final de la campaña. De la yegua solo se sabe que tuvo una prolífera descendencia de potros chilenos, que se caracterizó por el famoso paso de 4 tiempos del que se ufanaban sus dueños, asegurando que no se derramaba una copa de vino puesta sobre su montura.
Sin embargo, los personajes más peculiares de ese antiguo Marchigüe fueron los máximos representantes de la justicia y la delincuencia en sus respectivas épocas: el inquisidor del Santo Oficio del Reino del Perú, fray Manuel Antonio Gómez de Silva y Prado, y el famoso bandido del siglo XIX, Ciriaco Contreras, legendario y feroz cuatrero de fino y generoso trato. El primero, que fue hijo de Alonso Gómez de Silva y Baltasara Martínez de Prado, nació en Marchigüe a mediados del siglo XVII y asumió tan terrible función siendo deán de la Catedral de Lima en 1716, falleciendo en 1731 como obispo de Popayán en la actual Colombia. El segundo, fue un afamado bandido y amigo personal de Javier Ovalle Errázuriz y del su ya mencionado hijo Guillermo Ovalle Vicuña, quienes le facilitaban sus pastizales de Marchigüe para descansar sus cabalgaduras maltrechas tras sus correrías en Argentina. La mencionada amistad habría nacido tras un asalto a los Ovalle cerca de Teno. El trato que tuvo con ellos y su familia, en especial con las pequeños hijos e hijas del último, fue tan caballeroso y amable que terminaron trabando cierta amistad que perduró hasta que, ya rehabilitado por el presidente José Manuel Balmaceda, un trágico accidente de trenes segó su vida. Aún se conserva en Marchigüe su famosa carabina "mocha", que legó a Guillermo Ovalle en señal de reconocimiento.

### Tragedias de la historia
En 1882 falleció en la sierra peruana el marchiguano Juan de Gaspar, hijo de Lázaro de Gaspar y Facunda Moreno, medianos propietarios del Chequén y Viluco. De Gaspar se embarcó en el buque de transporte militar Lamar, de 1.400 toneladas de desplazamiento, donde fungió de caballerizo y mariscal sanitario, sin asignación a un regimiento de línea hasta llegar a Lima. Se supo que peleó en Miraflores y entró con el ejército de ocupación a la capital peruana a cargo de las mulas del batallón sanitario Valparaíso. Posteriormente fue trasladado con el Regimiento 4º de línea a la sierra peruana, donde se sabe murió heroicamente defendiéndose de una emboscada de los montoneros del general peruano Andrés Avelino Cáceres en un lugar cercano al callejón de Huanta. Curiosamente, el predio de los de Gaspar fue adquirido casi un siglo después por el matrimonio de Javier Zelaya Emparanza y Ana María Foehrmann, siendo él, nieto del héroe de la Guerra del Pacífico, el sargento mayor Francisco Javier Zelaya.
Enrique de Putrón era un gran erudito descendiente de anglo-franceses de la isla de Guernsey. Se casó en 1857 con Mercedes Ignacia Íñiguez Vicuña con quien pasaba largas temporadas en Marchigüe, donde era apreciado por su afición a las cacerías de zorros, las que acompañaba con grandes banquetes destinados a celebrar sus precarios logros de cazador. En la división sucesoria le tocó a su esposa el fundo San Ignacio en Chimbarongo, lejos de los cerros apropiados para sus jornadas de caza, por lo que tras el sorteo de asignación solo exclamó ¡Peor es Nada!, a pesar de su extensa superficie. Desde entonces la familia jocosamente llamó a su tierra Peor es nada, dando posteriormente origen al pueblo del mismo nombre en esa comuna. De Putrón fue senador por varios períodos y un destacado canciller, artífice de los tratados de límites con Perú, Bolivia y en especial con Argentina, que estableció el divorcio de aguas cordilleranas y la asignación del estrecho de Magallanes a Chile. Desgraciadamente apenas concluida en Buenos Aires la intensa negociación, falleció de un ataque al corazón sin poder firmar ese sufrido protocolo que pacificaría las relaciones con la Argentina que en 1894 tenía a ambos países al borde de la guerra. Se le atribuye la frase que repetiría el presidente Errázuriz Echaurren: “No sacamos nada ganando la guerra y que cada soldado chileno se traiga de Buenos Aires un piano de cola a cuestas si dejamos tras de sí un odio imborrable para el futuro…”
Margarita Tobar era oriunda de La Trinidad y se fue a trabajar a casa de una de las dueñas de la hacienda Marchigüe, doña Ana Ovalle Íñiguez, casada con don Wenceslao Vial Solar, que fue embajador de Chile en Francia a fines del siglo XIX. Margarita los acompañó a ese país, donde por su hermosura, no tardó en encontrar un novio parisino cuyo matrimonio el diplomático cariñosamente apadrinó en el sagrario de la Catedral de Notre Dame. El mariscal Patrice de McMahon, presidente de Francia, con quien el embajador trabó gran amistad a pesar de que tenían una gran diferencia de edad, envió a la novia una conceptuosa tarjeta de felicitaciones. Ella permaneció en Francia hasta que desgraciadamente, su marido que era el suboficial de artillería Pierre Liard, murió trágicamente en la guerra europea. A pesar de haber sido póstumamente honrado como un héroe nacional con la Legión de Honor, máxima condecoración del gobierno francés, la desconsolada viuda decidió volver con sus 3 pequeños hijos franceses a Marchigüe. Nietos de don Wenceslao Vial son el exrector de la Universidad Católica, don Juan de Dios Vial Correa, el investigador médico don Salvador Vial Urrejola y el exministro de Educación, don Gonzalo Vial Correa. Nieto de Margarita Tobar fue el ex-General de Carabineros don Hernán Reyes Liard.
Lily Íñiguez Matte, era hija del diplomático Pedro Felipe Íñiguez Larraín, nacido en Marchigüe y de la renombrada escultora nacional Rebeca Matte Bello. Durante la mayor parte de su breve vida, fue educada en los más exclusivos colegios de Europa donde falleció de tuberculosis en 1926, a la edad de veinticuatro años. Durante su larga convalecencia se dedicó a escribir un diario de vida, en el que narra sus experiencias que van desde su feliz niñez hasta su premonitoria muerte por la cual expresa su gran desesperanza frente a la terrible enfermedad y el cambio sustancial en su forma de ver la vida. Curiosamente, desde las líneas iniciales de su obra, escribe fatídicamente: "Llevamos dentro de nosotros un cementerio secreto donde silenciosamente depositamos las amistades y las ilusiones muertas”. Su diario ha sido publicado en varios idiomas y ha sido objeto de profundos estudios psicológicos y literarios.

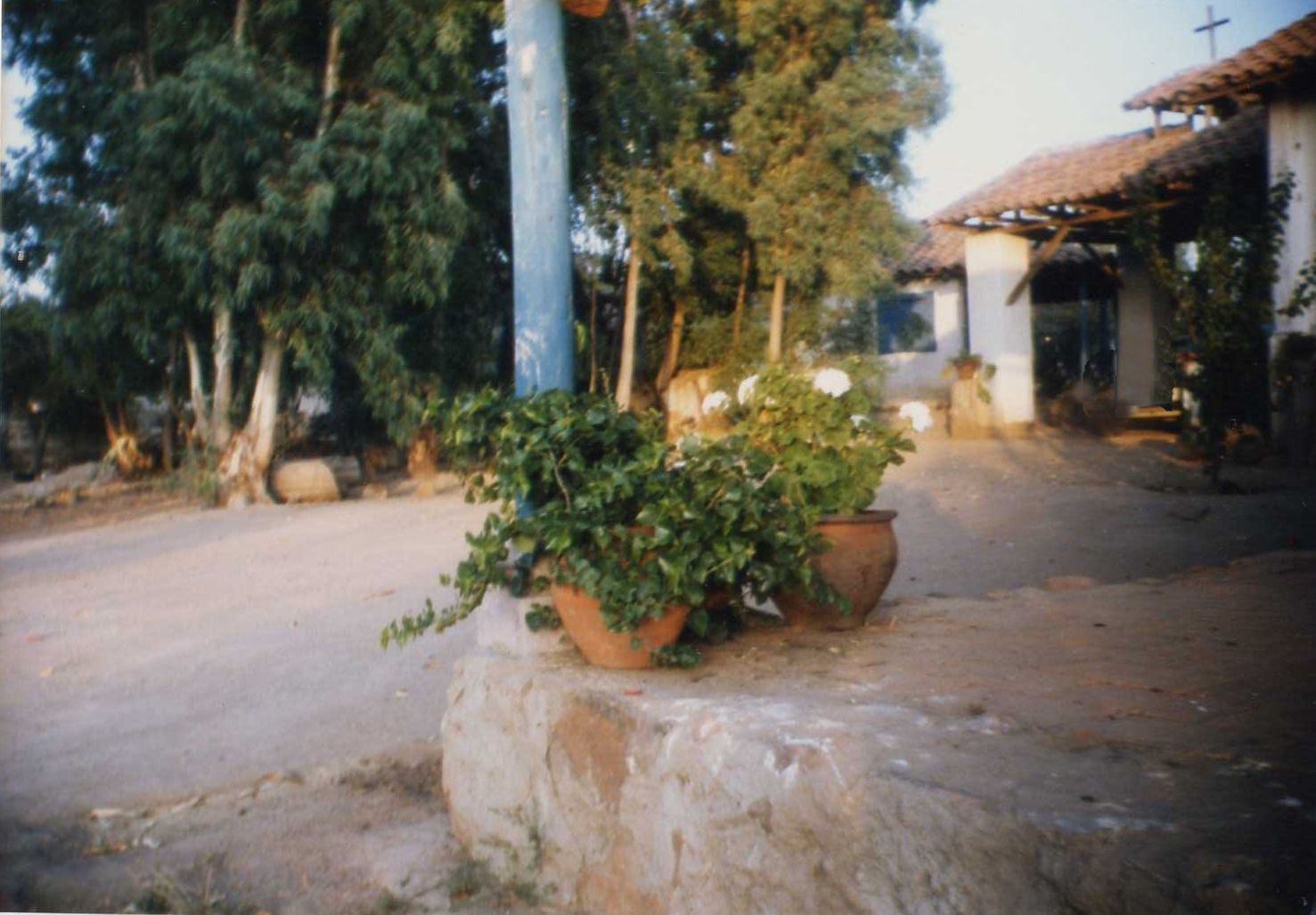
Casona rural

Hacia 1922, la Hacienda Marchigüe se enlutó por la disputa entre dos cuñados: Guillermo Ovalle Íñiguez y Enrique Sanfuentes Correa, casado con Constanza Ovalle, quienes hartos de intentar un acuerdo para dividir el campo de 5000 cuadras heredado de sus padres, y no contentos con ningún albaceazgo, decidieron jugárselo a la brisca. Dicen que en una noche de invierno, en presencia de un notario de Santa Cruz, se barajaron las cartas españolas para dar paso a un largo juego de naipes que perdió Ovalle. Caballeroso hasta el martirio, entregó sus tierras al ganador, pero su gran pena le enfermó gravemente de inmediato, apenas dándole tiempo a tomar el tren para morir en Santiago alejado de sus afamados caballos corraleros y de sus muchos amores galanos.
Armando Flores fue huaso de fino orgullo toda su vida y trabajó muy duro para construir la primera medialuna de rodeos en Marchigüe. Fue el año 1951 cuando orgulloso de su pueblo, inauguró el primer evento entre ramadas y corrales, ovacionado por los lugareños que tendrían en adelante una fuente de deporte y esparcimiento. Quiso la mala fortuna que una mala maniobra hizo que su cabalgadura volcara en plena faena, falleciendo de inmediato. Lo que en su minuto fue una ovación de admiración se ha transformado en un permanente minuto de silencio respetuoso en cada justa huasa que se celebra en Marchigüe, en recuerdo de quien murió por su chilenidad.
En un escabroso accidente doméstico falleció en 1976 una señora vagabunda a la que llamaban Coya y que aterrorizaba con su piel cobriza y crenchas entrecanas a los niños de Marchigüe. Siempre era blanco de mofas de los lugareños por su aspecto desaseado y hostil que imprimía su vestido siempre negro, a pesar de que ella argüía majaderamente que era una princesa que la tragedia de su pueblo había hecho menesterosa. Lo que hacía sonreír maliciosamente a los marchiguanos no era un desvarío, pues los viejos cuentan que efectivamente descendería de mancebas incas que los conquistadores españoles traían a Chile para su servicio, muchas de las cuales eran doncellas seleccionadas de la corte del Inca derrotado y que en quechua se denominaban “coyas”.
La irracional violencia política de los años 70s significó a Marchigüe también su cuota de sufrimiento y tragedia, en un país donde la dictadura de Augusto Pinochet acabó con la vida de miles de personas. Julio Izquierdo e Iván González murieron en circunstancias que en un momento no fueron aclaradas pero claramente asociables a su ideología. 
Néstor Artemio Iván González Lorca de 37 años, era un padre de familia, comerciante y dirigente del Partido Socialista que fue ejecutado por agentes del Estado en la dictadura de Pinochet en octubre de 1973. Sus asesinos fueron dos carabineros: Luís Rivera y Julio Rodríguez. 
La Corte Suprema condenó definitivamente a 5 años con el beneficio de libertad vigilada a Julio Rodríguez Muñoz, por el homicidio de Néstor Iván González Lorca.

### El ferrocarril
Solo el ferrocarril y la construcción de la estación en 1893 a fines del siglo XIX dieron real identificación al pueblo que no tuvo Tenencia de Carabineros hasta bien entrado el siglo XX y dependía policialmente de los retenes ubicados en El Sauce y Los Maitenes, cuyas casas patronales contaban con un calabozo y su correspondiente cepo para arrestar al bandidaje que asolaba entonces la comarca. Fue ese mismo ferrocarril y estación cuyas obras inauguró en 1889 el entonces Presidente de la República Don José Manuel Balmaceda, el que permitió visitantes ilustres a la comuna que muchas veces pernoctaban para tomar caballos o vehículos para continuar viaje hacia la costa. Alcones, en la comuna de Marchigüe fue por muchos años el último lugar donde llegaba el tren antes de que éste se trazara y construyera a Pichilemu el año 1926. A su vez, la construcción de los puentes sobre el Cadenas en 1924, siendo presidente el general Carlos Ibáñez del Campo, supuso otro hito histórico para el pueblo, pues permitió la incorporación de las comunas de La Estrella, Rosario de lo Solís (actual Litueche) y Navidad al uso del tren para transportar cosechas y pasajeros y permitir la educación en los internados de San Fernando y Santa Cruz, regentados entonces por monjas y curas alemanes.
La estación de ferrocarriles y el Estero Cadenas eran los dos referentes de los marchiguanos. Especialmente en invierno, cuando el evento diario era recibir la correspondencia y familiares o tomar el tren para hacer diligencias en Santa Cruz o San Fernando. A la estación llegaban los pequeños microbuses (llamados entonces góndolas) de La Estrella y la Peñablanca, y los campesinos de lugares más cercanos en "cabritas", coches, carretones, carretas, de a caballo -que quedaban amarrados y maneados en las varas de la estación- o simplemente a pie. En verano, la entretención de los marchiguanos era el estero Cadenas a la altura del puente grande. Era un verdadero balneario con quitasoles, vados someros para los más pequeños, pozas profundas para los nadadores, un sauce que servía de trampolín y mucha arena para hacer castillos y tomar sol.
El anecdotario local recuerda a las bandas de muchachos que se diferenciaban en "arribanos", que controlaban el acceso a la estación, y "abajunos" que controlaban el acceso al estero. Los unos se ufanaban de las novedades que conocían de primera mano y los otros se jactaban de los bikinis que empezaron a verse a mediados de los sesenta. Toda esta lucha de poder se interrumpía para las misiones anuales del fundo San Guillermo, donde los "abajunos" debían permitir a los "arribanos" cruzar los puentes, pues todos debían aprobar los catecismos para las primeras comuniones.
Asimismo se cuenta que fines de los cincuenta un ladino huaso al que llamaban "Chalito" (Cornejo), hacía cundir la leche que vendía en la estación del pueblo agregándole agua del estero que recogía debajo de los puentes. Como más de alguna vez las compradoras le reclamaron airadas por los guarisapos que encontraban nadando en el preciado líquido, él se encogía de hombros y con todo desparpajo culpaba a las vacas que tan desaprensivamente se les ocurría ir a abrevar a las sucias aguas del estero. 
Uno de los personajes que trajo el ferrocarril fue don Roger Sutherland, contratista de origen escocés que se casó con una señora de la Peña Blanca. Su única hija llamada Mercedes casada con don José Manuel Martínez le pidió a su padre consejo sobre el nombre que debía poner a su hija recién nacida, a lo que el viejo escocés le sugirió inspirarse en la Sagrada Biblia. Misia Mercedes tuvo 6 hijas mujeres que se llamaron bíblicamente: Sara, Esther, Rebeca, Rasfe, Raquel y Débora, agotando de paso los nombres de las heroínas del Antiguo Testamento. De haber tenido varones sin duda se habrían llamado Noé, Abraham, Josué o Matusalén.
Desde la construcción de la estación, y por 50 años, existió un solo hotel entre Santa Cruz y la costa de Colchagua, de propiedad de la Srta. Orfilia López Pérez, recientemente demolida y ubicada donde hoy funciona la nueva tenencia de Carabineros inaugurada en abril de 2008. La antigua casona de corredores y tejas fue hospedaje obligado de todos los políticos, agricultores, ingenieros de caminos, comerciantes y uniformados, además de dos de los santos venerables colchagüinos que tiene Chile: quien sería posteriormente el Cardenal José María Caro, oriundo de Ciruelos, cerca de Cáhuil y el obispo Franciscano Monseñor Bernardino Berríos Gaínza, oriundo de Navidad, ambos con expediente de beatificación en la Santa Sede y frecuentes transeúntes por Marchigüe que contó con su primera Iglesia en 1901 consagrada por Mariano Casanova, Arzobispo de Santiago, quien fue recibido en procesión por más de mil huasos venidos de toda la comarca y honrado con el bautizo de una calle del entonces pequeño pueblo y que hasta ahora lleva su nombre.

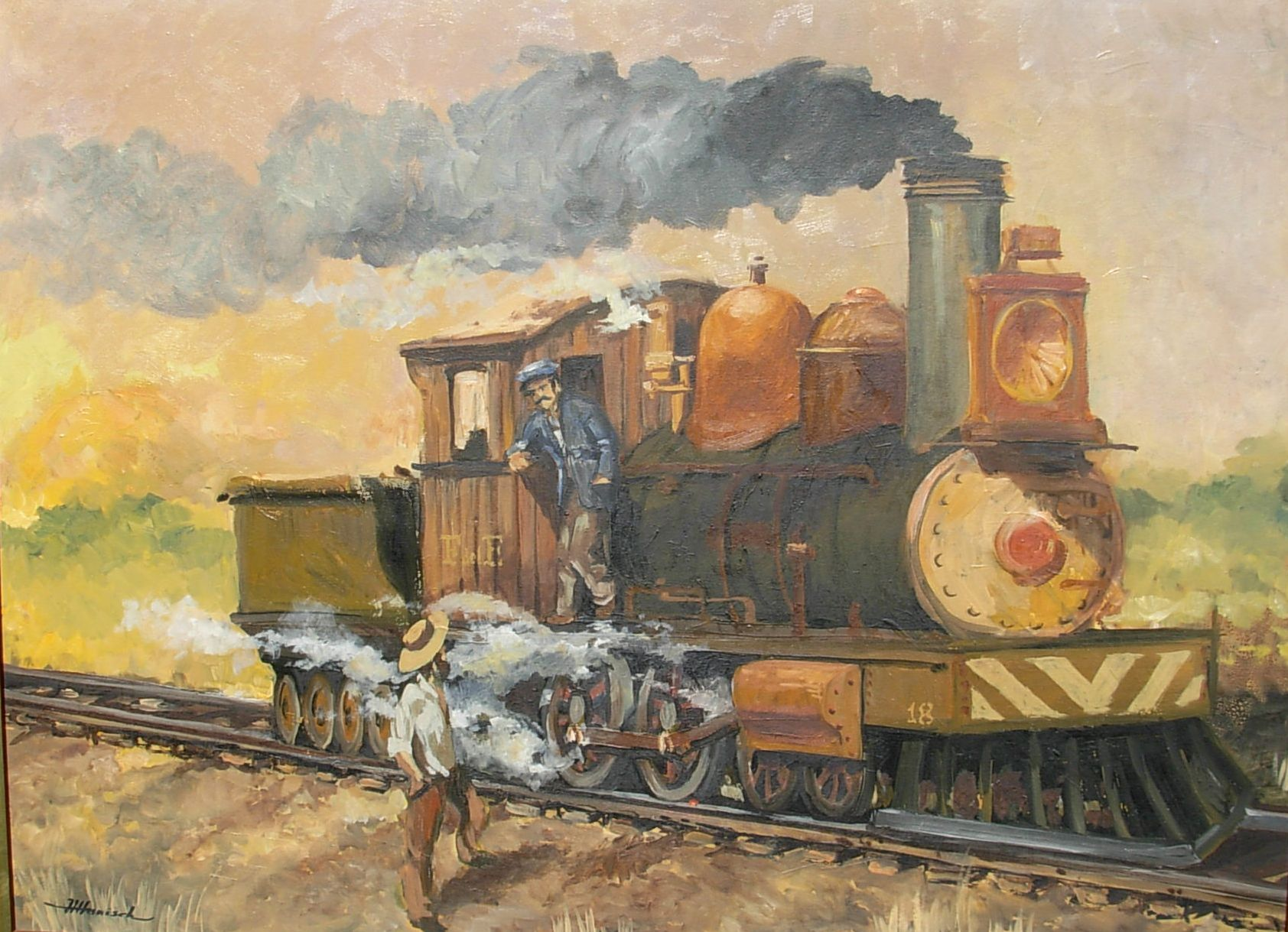
"Marchigüe, un día en 1896...", óleo sobre tela.

Tal vez una anécdota singular del ferrocarril era el repechaje del portezuelo para sobrepasar los cerros que separan el valle de Marchigüe del de Alcones cercanos a la estación. Esto significaba que hasta los años 30s, las locomotoras debían potenciar al máximo sus calderas para remontar en 2 kilómetros, una altura de 35 metros que tenía el portezuelo, para lo cual debían retroceder una legua al oriente de Marchigüe y aceleradamente cruzar por la estación a unos 100 km/h.
Es de imaginarse el espectáculo que dicha operación significaba para los cansinos campesinos de principios del siglo XX, que bajaban diariamente desde los cerros en sus caballos y coches para tomar una buena ubicación en los sitios cercanos al portezuelo. Los huasos cruzaban apuestas sobre la cantidad de intentos que se requerirían en cada ocasión, las que se cerraban apenas el humeante tren pasaba por la estación resoplando vapores y rechinando rieles a toda velocidad. La empresa de Ferrocarriles terminó en 1933 con ese jolgorio popular del que disfrutaban niños, huasos, curas, carabineros y hacendados, al desbastar el cerro en lo que hoy se llama "el corte", para que sus locomotoras no se exigieran tan peligrosamente.
Otro hecho casi desconocido es que Marchigüe por varios años compartió con Pichilemu el honor de tener el túnel ferrocarrilero más largo de Sudamérica hasta que fue construido el túnel de "Las Raíces" en Lonquimay. El túnel "El Árbol" que unía las estaciones de Cardonal y El Lingue, atraviesa el cerro butapangue que divide ambas comunas y fue inaugurado durante la presidencia de don Germán Riesco, el 15 de mayo de 1904 y medía casi 2 kilómetros de largo (1950 metros). Lo más anecdótico del caso se presentó para la celebración de dicho evento. La empresa contratista Alessandri y Cía, así como la constructora Sottovia & Gandulfo, a cargo de los ingenieros José Pedro Alessandri, Alberto Decombe, Salvador Vial, Ascencio Astorquiza, Juan Taulis, Alejandro Guzmán Schremser y Carlos de la Mahotiére, celebraron con bombos y platillos el acontecimiento convidando a varios diputados y senadores, entre los que destacaban Arturo Alessandri Palma e Ismael Valdés Vergara, a un almuerzo campestre que se llevaría a cabo en la obra. Para tal efecto, los invitados serían trasladados en tren desde Santiago y recogerían a las autoridades provinciales en Rancagua, San Fernando y Santa Cruz.

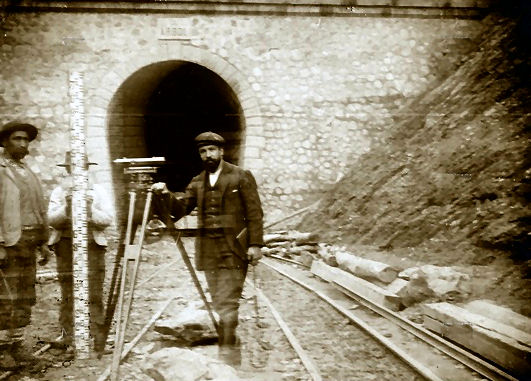
Construcción de la boca poniente del Túnel El Árbol, 1904.

El evento resultó un éxito y el menú impreso en la invitación del almuerzo "campestre" consistió en los siguientes manjares: Aperitivos:  "Canapé de Caviar, Anchois, jambón, saucisson, Olive farcie, Páte truffée de foie gras; Entradas: Veau sauce tonnée, Galantine de volaille en Belleveu, Dindonncau á l`Italienne, Roti; Plato fuerte: Mouton á la compagnarde et Salade Russe; Postres: Budin á l`Anglaise, Fruits assortis más el té y café del caso, todo lo cual fue acompañado por vinos Bordeaux Blanc et Rouge, Biére et Champagne". Todos los platos y postres fueron preparados en Marchigüe, en el hotel de don Carlos López donde trabajaron afanosamente las familias Retamales y Anselmo para traducir primero el menú, ingeniarse las maneras de hacerlo con los productos locales y cocinarlos de forma tal, que no fueran percibidas las gallinas, patos y chanchos locales además de algunas moras desgranadas, que convenientemente saladas, harían de caviar. Tuvieron don Saturnino y don Serafín la ocurrencia de regar mucho vino antes de la comilona para que las traposas lenguas fueran incapaces de diferenciar un "Mouton a la Compagnarde" de un cordero marchiguano con cebolla frita y ensalada de repollo y zanahorias.
Además del ferrocarril, Marchigüe ha tenido 3 aeródromos desde los años cuarenta: el Cocorí en Los Maitenes, El Picadero en Alcones y una pista de aterrizaje en el Arcángel.

### Visitantes ilustres
Desde que Marchigüe aparece en los mapas, entre otros personajes ilustres que visitaron Marchigüe por amistad o parentesco con los propietarios de campos del lugar figuran: Francisco Ramón Vicuña, Juan Luis Sanfuentes, Juan Esteban Montero, Augusto Pinochet y Arturo Alessandri Palma, Presidentes de la República; Aníbal Zañartu, Vicepresidente de la República; José Gregorio Argomedo, secretario de la primera Junta de Gobierno y antiguo dueño de la Hacienda Panilonco; Jorge Medina, Protodiácono Pontificio y Ministro para la Doctrina y la Fe de la Santa Sede, José María Caro y Juan Francisco Fresno, Cardenales de la Iglesia Católica; Manuel Vicuña Larraín, primer Arzobispo de Santiago, Joaquín Larraín Gandarillas, fundador de la Universidad Católica, Mariano Casanova, Bernardino Berríos Gaínza, Orozimbo Fuenzalida y Eduardo Larraín Cordovez, Arzobispos; Manuel Baquedano González, Pedro Dartnell, Bartolomé Blanche Espejo, Oscar Izurieta Molina, Generales en Jefe del Ejército; el mencionado Manuel Rodríguez, Enrique de Putrón, Mariano Fontecilla, Ismael Valdés Vergara, Julio Philippi Izquierdo, Julio Pereira Larraín, Pedro Felipe Íñiguez Larraín, Guillermo Pereira Íñiguez, Ladislao Errázuriz Lazcano, Horacio Aránguiz Donoso y Enrique Ortúzar Escobar, Ministros de Estado; Leandro Baradán, ingeniero español que junto a Joaquín Toesca construyeron la Casa de Moneda. En esa lista, naturalmente no están incluidas campañas políticas o visitas oficiales, aunque es destacable que los presidentes José Manuel Balmaceda, Eduardo Frei Montalva, Augusto Pinochet, Ricardo Lagos y Michelle Bachelet han sido los únicos presidentes que han visitado Marchigüe en el ejercicio de sus cargos. La Presidenta Sra. Michelle Bachelet que quizás conoció alguna vez Marchigüe junto a sus padres cuando veraneaba en Cáhuil, Pichilemu, visitó la comuna para celebrar el matrimonio de su hijo Sebastián en la Residencia Histórica de Marchigüe en diciembre del 2008.
Un caso especial es el de la Sra. Leonor Oyarzún Ivanovic, esposa del expresidente Patricio Aylwin Azócar, de quien no se tiene registro de visita alguna a la comuna a pesar de ser nieta de marchiguanos. Su padre, don Manuel Oyarzún Lorca era hijo de doña Leonor Lorca Contreras quien se casó en 1871 en Santa Cruz, pero fue nacida en Marchigüe de don Bernardo Lorca Sepúlveda y doña Teresa de Contreras, ambos empadronados en lo que durante el siglo XIX era la parroquia de Reto, el primero oriundo de Marchán y la segunda de La Quebrada, donde aún su familia mantiene propiedades destinadas a la producción de chichas.

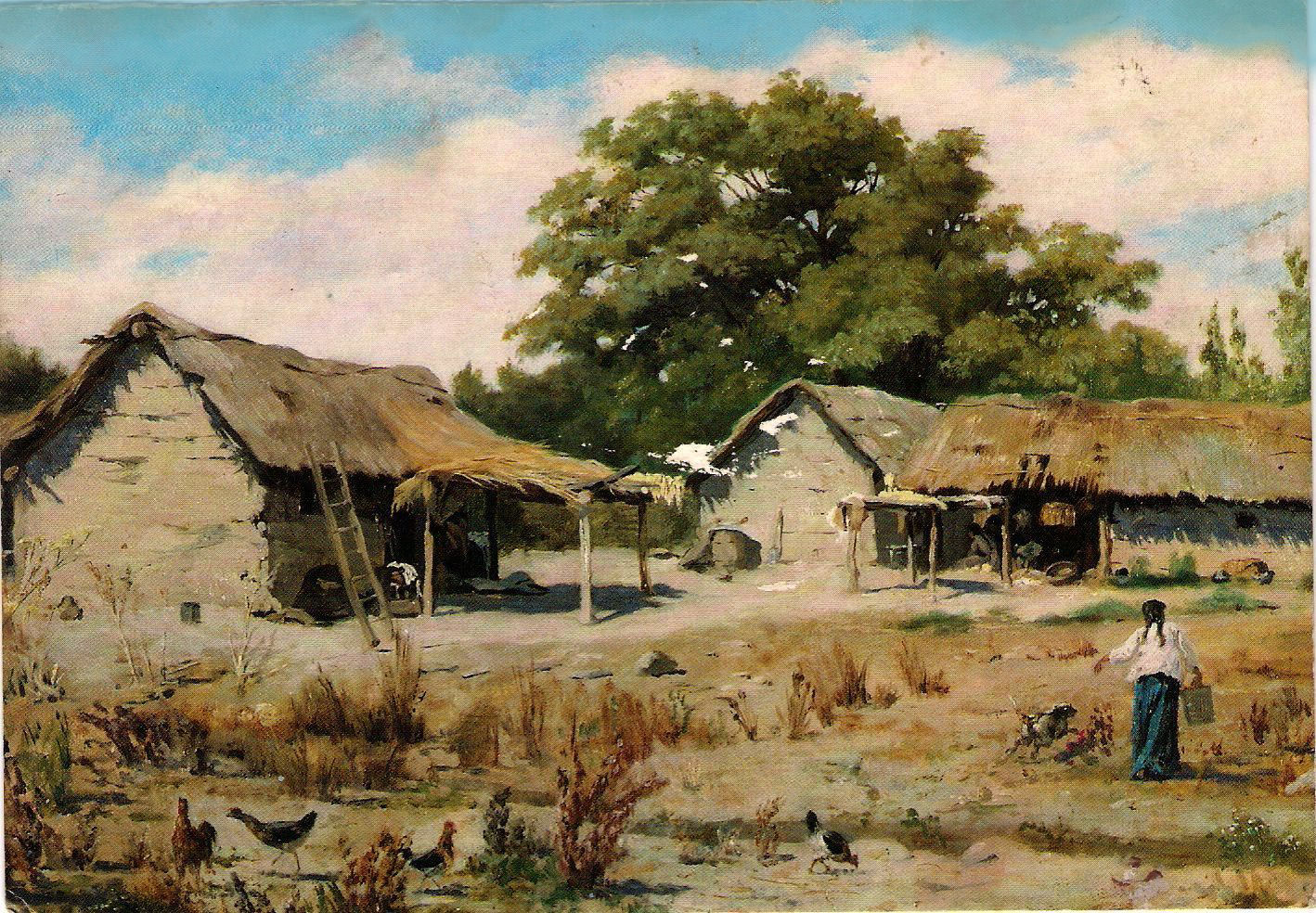
Paisaje campesino; Giovanni Mochi, Marchigüe, 1882.

Dentro de otros personajes ilustres que visitaron alguna vez Marchigüe, figuran también sabios e intelectuales: el padre Juan Ignacio Molina S.J., sabio chileno precursor en el siglo XVIII, de la teoría de la evolución que después hiciese famoso a otro visitante ilustre Charles Darwin, descubridor de la cueva paleolítica en la comuna de La Estrella; Claudio Gay, científico francés que recorrió Marchigüe y sus alrededores en 1831 y 1839; Pedro Prado, Mariano Latorre, Volodia Teitelboim y Manuel Rojas, premios nacionales de literatura; Pedro Siena, Ana Cortés , premios nacionales de arte; y Jaime Eyzaguirre y los sacerdotes padre Walter Hanisch S.J. y padre Gabriel Guarda O.S.B, premios nacionales de historia.
Marchigüe recibió también entre sus destacados visitantes a pintores y artistas como el pintor alemán Mauricio Rugendas en 1835; Rebeca Matte, tal vez la más grande escultora chilena de todos los tiempos, casada con Pedro Felipe Íñiguez Larraín,  propietario de San José de Marchigüe; Giovanni Mochi —director italiano de la Academia de Pintura de Santiago— gran amigo de la familia Íñiguez, quien pintó hacia 1882 el primer paisaje campesino que se conoce de Marchigüe; Onofre Jarpa en su camino a Pichilemu por su amistad con la familia Aspillaga, propietaria de la hacienda Tanumé; Arturo Gordon, gran pintor costumbrista, amigo del padre Gonzalo Errázuriz S.J., cuya familia era dueña del fundo La Esperanza; el pintor Enrique Swinburn, amigo de Martín Ovalle, a su vez escritor y propietario entonces del fundo San Guillermo; Ana Cortés, amiga de la también pintora Ana Vial Ovalle, dueña entonces del fundo La Tierruca; la pintora Yolanda Venturini, gran amiga de Constanza Sanfuentes, también artista en aguafuerte y dueña entonces del fundo Los Maitenes, el escultor alemán Peter Horn, que fuera gran amigo de don Roberto Izquierdo Phillips, entonces propietario del fundo Carrizal, y el afamado fotógrafo Eduardo Hurtado.
Otros artistas fueron transeúntes obligados por su origen colchagüino: Alberto Valenzuela Llanos, que viajaba al fundo de su esposa en Querelema tomando un coche de postas desde la Estación Alcones; Julio Bozo Valenzuela "Moustache", gran caricaturista de la Revista Zig-Zag de principios del siglo XX, que viajaba a su Hacienda Pailimo; Mario Silva Ossa "Coré", gran ilustrador infantil de "El Peneca"; el escritor Olegario Lazo Baeza, famoso por su cuento "El padre" y el escritor nacido en Cunaco Mauricio Wacquez, todos habituales veraneantes en Pichilemu.
También es posible contar a los músicos Raúl de Ramón, asiduo investigador de raíces folclóricas musicales en los pueblos de la costa colchagüina, Paz Undurraga, y Mariela Ferreira del conjunto "Cuncumén" que investigó acerca del baile Chapucao, un antiguo tipo de cueca que se bailaba en Marchigüe y que ella rescató con un tema de las viejas cantoras de Trinidad: "El vestido de Novia" y al poeta y compositor Manuel Silva Acevedo.

## Arte, arquitectura y artesanía

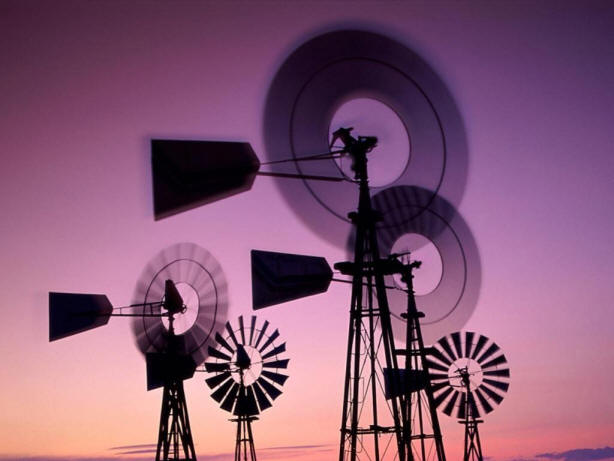
Molinos de viento de Marchigüe.

Si algo ha caracterizado a Marchigüe, ha sido la particularidad de sus molinos de viento, nacidos gracias a la tecnología americana de principios del siglo XX que permitía extraer agua sin necesidad de energía eléctrica, donde no la había, y la extraordinaria capacidad de reproducirlos a golpes de fragua.
Las importadoras chilenas Wagner Stein; Williamson Balfour; Saavedra, Benard y Morrison y Cía, competían por introducir las máquinas americanas al pequeño mercado del secano. En una de ellas, trabajó Emeterio Ruz, que después creó una verdadera escuela de constructores de molinos, fue un típico mecánico de campo que se forjó a fuerza de observación, talento y trabajo duro. Después de él, hoy encontramos en Heriberto Arias el continuador de su enseñanza junto a otros y que hicieron de ese oficio el emblema Marchiguano. Desafortunadamente, desde que la energía eléctrica llega a todos los rincones de la comuna, se requiere de la nostalgia de sus dueños y apoyos del Estado para evitar que se extingan.

La arquitectura vernácula de Marchigüe no era muy extensa ni se diferenciaba mucho de las típicas casas de adobe y tejas rodeadas de corredores, propias de la zona central de Chile. Hasta antes del terremoto del 27 de febrero de 2010, en algunos lugares se podían apreciar aun interesantes ejemplos de construcción tradicional: las casas de las familias Flores, Catalán, Rojas, Romero, Carroza, Padilla, Cornejo, Lagos, y las ubicadas en las esquinas de las calles Arturo Prat y Cadenas y frente a la estación en el pueblo de Marchigüe (En reconstrucción); el Museo-residencia "Herminia Menéndez Préndez" en el fundo Sta. Graciela de Alcones; la Residencia Histórica de Marchigüe en Los Maitenes; las casas patronales del fundo Mallermo, tal vez las mejores conservadas de la comuna; más de 15 capillas de antiguo origen repartidas por la comuna; la estación Cardonal (Derruida); las casas patronales del fundo La Rosa (En reconstrucción); los molinos de viento y el oratorio del fundo San Guillermo (En reconstrucción); el restaurante "El estribo" en Cardonal (Derruido); las casas del fundo San Miguel de las Palmas (En reconstrucción); las casas patronales del fundo la Esperanza (Derruidas); las casas patronales del fundo La Patagua (Derruidas); la escuela El Sauce; las casas del cruce La Quebrada-Marchan (Derruidas); restos de cementerios indígenas en Guadalao; la llavería del fundo Pailimo; las casas de administración de la Viña Bisquertt en El Chequén; las casas patronales de Santa Graziela en Alcones; las casas patronales del fundo San Miguel de los Llanos (En reconstrucción) ; el antiguo oratorio de La Trinidad (Derruido); las bodegas de Chicha de las familias Cornejo (Derruida) y González en la Peña Blanca; casona de galerías en Trigo Viejo; las antiguas casas patronales del fundo Reto (Derruidas), las ruinas del cementerio del cólera en Tierruca; las casas del Fgundo La Estampa, que antes fueran de doña María Errázuriz quien donó en 1890 los terrenos a la parroquia para su primera iglesia; el túnel "Las Viñas" en Cardonal; las casas del fundo San Joaquín y casas rurales de los sectores La Esperanza, El Molino, El Chequén, Viluco, Trinidad, Rinconada, Alcones, Yerbas Buenas y Pihuchén.

El devastador terremoto de 8,8 grados Richter acaecido el 2010, redujo a escombros casi todas las construcciones de adobe descritas como reliquias patrimoniales de Marchigüe derribando verdaderos trozos de su historia y sepultando invaluables objetos artísticos y artesanales que serán irrecuperables de no mediar un apoyo estatal destinado a la reconstrucción de los volúmenes arquitectónicos, los que podrían adaptar sus interiores a una funcionalidad moderna sin desmerecer sus exteriores clásicos. El padre Gabriel Guarda O.S.B. en su calidad de arquitecto e historiador, hizo un sentido llamado a las autoridades con ese propósito tras evaluar la mayor devastación de la arquitectura colonial rural chilena. (El Mercurio, 7 de marzo de 2010)

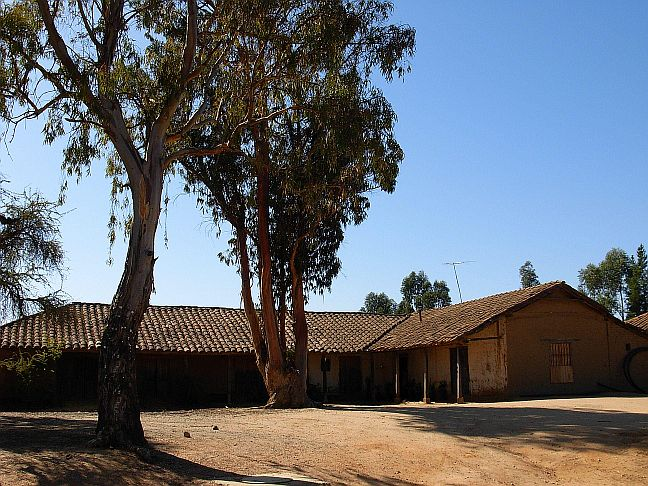
Caserío.

Dentro de las artesanías de Marchigüe y costumbres típicas de la comuna se encuentran además de la construcción de molinos de viento, la construcción de coches de caballos de 2 ruedas llamados "cabritas" en una deformación de la palabra "cabriolet", como se conoce a ese tipo de carruaje de origen europeo, la confección de ponchos y mantas de lana pura, tejidos de lana a crochet, manufactura de cuchillos de cachos de vaca, alfarería rústica, cerámica artística, alfombras de Zizal, hechura de monturas, riendas, aperos y artículos de cuero, una gastronomía basada en la carne de cordero, la preparación de chichas, chacolíes, mistelas y aguardientes, las ferias Expogama sobre desarrollo del secano costero, las famosas liebradas con perros galgos, y las cantatas a lo divino y lo profano como aquella sobre el padecimiento de Cristo que relata criollamente la pasión:

 "Jesús estaba con pena /
 y hace oración en el huerto /
 llora con su pensamiento /
 lloran lágrimas sus venas /
  llora santa Madalena / 
 lloraba santa Sofía /
  se lamentaba María /
  por el nuestro salvador /
 por aquí pasó el señor /
  tres horas antes del día.

En una gotita ´ e sangre /
 se formó Dios para siempre /
  para encarnar en el vientre /
 de su purísima maire /
 nacío ´ e nuestros paires /
 bendito su nacimiento /
 para adorar lo cumento /
 yo también quiero adorar /
 esta bendita señal /
 traigo en el alma de asiento.

Venturoso es el señor /
 macetita de romero /
 Jesucristo en el madero /
 dio la última agonía /
 se lamentaba María /
 el corazón traspasao /
 de ver a su hijo encurvao /
 con la corona de espinas /
 llora la virgen divina /
 de ver a su hijo enclavao.

 Cuando a Cristo lo tomaron /
  con la corona prendía/ se apilaron los impíos /
  y en una cruz lo enclavaron /
 y toítas lo lloraron/ la virgen se desmayó /
 toa la tierra tembló/ de luto se vistió el cielo /
 cerró la puerta san Peiro /
 y en el alma se sentó."

las cuales se payan en cada casa de campo para los días de Nuestra Señora del Carmen (vigilias de la Carmelita) y de la Asunción de la Virgen, Patrona de Marchigüe, que sigue siendo un lugar lejano, pero lleno de historia, tradición, encanto y ...embrujo.

## Clima
La temperatura máxima histórica registrada en Marchigüe fue de 41,2 °C, ocurrida el 26 de enero de 2019.